# Cycloramphus jordanensis
Cycloramphus jordanensis és una espècie de granota que viu al Brasil.